# Richard Weltrich
Karl Appollonius Richard Weltrich (* 10. Februar 1844 in Ansbach; † 2. Januar 1913 in München) war ein deutscher Literaturhistoriker und Autor.

## Leben
Der Sohn eines Regierungsrates studierte von 1861 bis 1865 Philosophie, Ästhetik, Literaturgeschichte und klassische Philologie an den Universitäten München, Zürich und Erlangen. Anschließend war er zunächst als Gymnasiallehrer und ab 1873 als Lehrer an der Kadettenschule in München tätig. 1875 wurde er zum Professor an die Bayerische Kriegsakademie berufen. Ab 1890 widmete er sich vermehrt schriftstellerischer Tätigkeit. Er begann eine Biographie Friedrich Schillers, von der er jedoch nur den die Jahre bis 1792 abdeckenden, knapp 900 Seiten umfassenden ersten Band fertigstellte. 1902 wurde er aufgrund dieses Werks an der Universität Tübingen promoviert.

## Werke (Auswahl)
- Christian Wagner, der Bauer und Dichter zu Warmbronn. Eine ästhetisch-kritische und socialethische Studie. Strecker, Stuttgart 1897 (Digitalisat).
- Friedrich Schiller. Geschichte seines Lebens und Charakteristik seiner Werke. Band 1, Cotta, Stuttgart 1899 (mehr nicht erschienen; Digitalisat).
- Richard Wagners Tristan und Isolde als Dichtung, nebst einigen allgemeinen Bemerkungen über Wagners Kunst. Reimer, Berlin 1904 (Digitalisat).
- Schillers Ahnen. Eine familiengeschichtliche Untersuchung. Böhlau, Weimar 1907 (Digitalisat).
- Schiller auf der Flucht. Hrsg. von Julius Petersen. Cotta, Stuttgart 1923.
- Der Autor und sein Biograf. Christian Wagner – Richard Weltrich. Ein Briefwechsel. Hrsg. von Ulrich Wilhelm Weiser. Christian-Wagner-Gesellschaft, Warmbronn 2011.